# Philippe Léonard
Philippe Léonard (Luik, 14 februari 1974) is een Belgisch ex-voetballer die speelde bij Standard, AS Monaco, Olympique Nice, Feyenoord en Rapid Boekarest. Hij kwam ook uit voor de Belgische nationale ploeg. Zijn positie was linksback. Philippe is de zoon van Guy Léonard, voormalig doelman van onder andere KV Mechelen en RWDM, die ook vijfmaal reservedoelman was van de nationale ploeg.

## Clubcarrière

### Standard
Léonard begon zijn carrière bij Sprimont. In 1983 nam Standard de jeugdspeler van deze club over. Hij maakte zijn profdebuut op 15 augustus 1992 tegen Boom FC als verdedigende middenvelder. Maar na een blessure van linksachter Patrick Vervoort posteerde trainer Arie Haan Léonard op die positie. Dit zou de positie worden die hij doorgaans bekleedde tijdens zijn carrière (sporadisch speelde hij wel als verdedigende middenvelder bij Monaco en als centrale verdediger in zijn laatste Standardperiode). In 1993 scoorde hij op amper 19-jarige leeftijd in de bekerfinale tegen Sporting Charleroi de 2-0, tevens de eindstand. Hij werd aangezien als een van de grootste Belgische opkomende talenten en Anderlecht wou de jonge speler graag inlijven, maar Léonard verkoos niet naar de rivaal te gaan. Standard had in deze periode een sterke ploeg maar slaagde er echter niet in kampioen te worden. Ze werden in 1992-93 en 1994-95 vice-kampioen (telkens na Anderlecht).

### AS Monaco & Nice
Via Arie Haan leek Léonard op weg naar Feyenoord, maar de clubs kwamen er niet uit en in 1996 vertrok hij naar de Franse topclub AS Monaco waar op dat moment ook Enzo Scifo speelde. Bij Monaco scoorde hij in 1998 in de halve finale van de Champions League tegen Juventus. Hij werd twee maal landskampioen met Monaco. Na de tweede titel in 2000 raakte hij in conflict met Didier Deschamps en kwam niet meer veel in actie. In de winter van het seizoen 2002/03 kon Léonard naar Bolton Wanderers en Blackburn Rovers. Vooral Bolton-mangager Sam Allardyce was gecharmeerd door de linksback. Toch besloot de Léonard het seizoen uit te maken bij Monaco. Na dit seizoen vertrok hij naar Olympique Nice.

### Standard
In 2005 keerde het enfant terrible terug naar Standard waar hij weer een vaste waarde en een sluitstuk in de verdediging werd. In het seizoen 2005-06 leek Standard lang op weg naar de titel, maar het verloor deze op het einde van het seizoen weer aan Anderlecht. Het was van het seizoen 1994-95 geleden dat Standard vice-kampioen werd (toen ook met Léonard). Na dit seizoen met de Luikse club, tekende hij echter geen nieuw contract in de hoop onderdak te vinden bij een Franse of Engelse subtopper. Ook Anderlecht toonde interesse voor de linksback, maar zoals eerder wilde Léonard niet naar de rivaal.

### Feyenoord & Rapid Boekarest
Na een zomer zonder club werd hij aangetrokken door Feyenoord waar hij 10 jaar eerder al bijna tekende. Dit werd echter geen succes. Hierna toonde AS Monaco interesse om Léonard terug naar het prinsdom te halen. De linksback zag dit zeker zitten, aangezien hij door het bankzitten bij Feyenoord zijn herwonnen basisplaats bij de Rode Duivels weer was kwijtgeraakt. De transfer kwam er echter niet. Uiteindelijk leek Léonard op weg naar het Engelse Leicester City, maar ook dit ging op het laatste moment niet door, waardoor hij zijn droom om in Engeland te spelen verloren zag gaan. Léonard zat een half seizoen zonder club en vond pas in januari 2008 een nieuwe club. Hij koos voor de Roemeense topclub Rapid Boekarest, dat hij de voorkeur gaf boven Partizan Belgrado. Hij kwam hier terecht via hun coach Mircea Rednic, waar hij als jongeling nog mee samenspeelde bij Standard van 1992 tot 1994. Ook zijn verblijf in Roemenië duurde niet lang.

## Eeuwige belofte
Léonard was een van "de drie musketiers" samen met Régis Genaux en Michaël Goossens, drie zeer beloftevolle voetballers die hun profcarrière reeds vroeg begonnen bij Standard Luik en ook van het uitgaansleven genoten. Mede hierdoor en door hun vroege vertrek naar een buitenlandse competitie konden ze de verwachtingen nooit waarmaken. Hoewel het talentvolle voetballers waren, haalden ze niet het maximum uit hun carrière, wat het duidelijkst merkbaar is aan hun cijfers in de nationale ploeg. Ook Roberto Bisconti maakte deel uit van deze beloftevolle generatie. Léonard werd vaak onprofessioneel gedrag verweten.  Door zijn gedrag kwam hij ook regelmatig in conflict met zijn trainers, zoals met Didier Deschamps en Robert Waseige.

## Rode Duivels
"Léo" was van 1994 tot 2006 Rode Duivel, maar speelde echter nooit op een wereldbeker. Hij werd 37 keer geselecteerd (26 caps), wat niet veel is voor een periode van twaalf jaar. Dit komt mede door conflicten met bondscoaches en door de grote concurrentie op de linksbackpositie: Vital Borkelmans, Pascal Renier, Rudi Smidts, Nico Van Kerckhoven en Gordan Vidovic in eerste instantie, later Peter Van Der Heyden, Didier Dheedene, Olivier Deschacht en Jelle Van Damme. Zijn eerste cap haalde hij onder Paul Van Himst tijdens zijn 3e selectie op 22 april 1995 in de met 1-0 gewonnen vriendschappelijke wedstrijd tegen de Verenigde Staten waar hij na 79 minuten mocht invallen voor Johan Walem. Hij werd een vaste waarde in 1995 en 1996 onder Wilfried Van Moer, maar de Rode Duivels wisten zich niet te plaatsen voor EURO 1996. Léonard verloor zijn basisplaats met de komst van bondscoach Georges Leekens. Zijn grootste ontgoocheling was dat hij op het laatste moment afviel voor de selectie van het WK 1998 in Frankrijk, het land waar hij op dat moment actief was bij AS Monaco. Hij werd wel geselecteerd voor EURO 2000. Hij speelde er enkel de eerste match die de Rode Duivels wonnen. De verliesmatchen zat hij op de bank. Na EURO 2000 werd hij niet meer opgeroepen tot 2005, waardoor hij ook de wereldbeker in 2002 aan zijn neus zag voorbijgaan. Dit kwam door zijn aanvaring met Robert Waseige nadat die hem tijdens EURO 2000 wegens onprofessioneel gedrag uit de ploeg haalde. Na zijn terugkeer naar Standard werd hij opnieuw geselecteerd (door Aimé Anthuenis), maar de Rode Duivels wisten zich niet te kwalificeren voor de wereldbeker in 2006, waardoor hij zijn laatste kans om te spelen op een WK verloren zag gaan. René Vandereycken posteerde Léonard verrassend als ervaren verdediger terug in de basis tijdens de voorronde voor het Europees kampioenschap 2008. Op 15 november 2006 speelde hij in deze voorronde zijn laatste interland tegen Polen (0-1 verloren). De Rode Duivels wisten zich niet te plaatsen voor de eindronde.

## Statistieken
| seizoen | club            | land      | wedstrijden | doelpunten | competitie     |
| ------- | --------------- | --------- | ----------- | ---------- | -------------- |
| 1992/93 | Standard Luik   | België    | 30          | 0          | Jupiler League |
| 1993/94 | Standard Luik   | België    | 31          | 2          | Jupiler League |
| 1994/95 | Standard Luik   | België    | 31          | 1          | Jupiler League |
| 1995/96 | Standard Luik   | België    | 32          | 0          | Jupiler League |
| 1996/97 | AS Monaco       | Frankrijk | 19          | 0          | Division 1     |
| 1997/98 | AS Monaco       | Frankrijk | 15          | 0          | Division 1     |
| 1998/99 | AS Monaco       | Frankrijk | 16          | 1          | Division 1     |
| 1999/00 | AS Monaco       | Frankrijk | 19          | 2          | Division 1     |
| 2000/01 | AS Monaco       | Frankrijk | 15          | 0          | Division 1     |
| 2001/02 | AS Monaco       | Frankrijk | 10          | 0          | Division 1     |
| 2002/03 | AS Monaco       | Frankrijk | 5           | 0          | Ligue 1        |
| 2003/04 | Olympique Nice  | Frankrijk | 14          | 0          | Ligue 1        |
| 2004/05 | Standard Luik   | België    | 27          | 2          | Jupiler League |
| 2005/06 | Standard Luik   | België    | 30          | 1          | Jupiler League |
| 2006/07 | Feyenoord       | Nederland | 2           | 0          | Eredivisie     |
| 2007/08 | Rapid Boekarest | Roemenië  | 10          | 0          | Liga 1         |
|         | Totaal          |           | 306         | 9          |                |

## Erelijst
- Winnaar Beker van België met Standard Luik in 1993
- Vice-kampioen Belgische eerste klasse met Standard Luik in 1992/93, 1994/95, 2005/06
- Landskampioen Division 1 met AS Monaco in 1996/97 en 1999/00
- Vice-kampioen Ligue 1 met AS Monaco in 2002/03
- Trophée des Champions met AS Monaco in 1997 en 2000
- Halve finale UEFA Cup met AS Monaco in 1996/97
- Halve finale Champions League met AS Monaco in 1997/98
- Winnaar Coupe de la Ligue met AS Monaco in 2003
- Verliezend finalist Coupe de la Ligue met AS Monaco in 2001
- 26 A-Caps voor de Belgische nationale ploeg (37 selecties in de periode 1994-2006)
- Deelname aan EURO 2000 met de Rode Duivels